# Институт прикладной физики (Новосибирск)
Институт прикладной физики (АО ИПФ) — институт, занимающийся разработкой и производством оборудования для гражданских и военных нужд. Основан в 1966 году. Расположен в Советском районе Новосибирска (Нижняя зона Академгородка).

## История
В 1966 году было основано Государственное специальное конструкторское бюро приборов (ГСКБП), наделённое функциями головной организации МОП. Бюро должно было решать задачи, связанные с выстреливаемыми средствами радиоэлектронного противодействия самонаводящемуся оружию.
В 1968 ГСКБП было реорганизовано в Институт прикладной физики, в компетенцию которого входили создание средств РЭП, проблемные исследования и поисковые работы, касающиеся интересов отрасли с привлечением организаций СО АН СССР.
С 1973 году институт начал выполнять дополнительные задачи головной организации Министерства машиностроения по совершенствованию и развитию  неуправляемых авиационных ракет.
Во время подготовки к Летним Олимпийским играм 1980 года институт получил задание по изготовлению рентгеновских средств досмотра, приборов обнаружения взрывчатых веществ и взрывозащитных устройств.
В 1994 году институт реорганизован в ОАО «Институт прикладной физики».
В 2017 году стало известно о том, что концерн «Калашников» намерен приобрести у НПО «Курганприбор» 30% акций ОАО «Институт прикладной физики».

## Разработки
- разработка и выпуск малодозового цифрового аппарата для грудного исследования (показал хорошие результаты при испытаниях в различных медицинских учреждениях);
- производство контртеррористического оборудования, в том числе, для выявления, изоляции и перевозки взрывчатых веществ;
- разработка, модернизация и серийный выпуск боеприпасов для ВМФ и ВВС России.

## Сотрудничество
Институт принимает участие в ВТС при содействии Рособоронэкспорта, в тесном взаимодействии с российскими предприятиями.

## Награды
5 работников ИПФ стали лауреатами Государственной премии. Институт был отмечен медалями и дипломами на различных выставках.
В 1985 году Институт прикладной физики получил орден Трудового Красного Знамени.

## Санкции
16 сентября 2022 года, на фоне вторжения России на Украину, институт попал в санкционный список США «против пособников российской агрессии в Украине». 19 мая 2023 года институт включён в санкционный список Великобритании.